# PaRappa the Rapper
PaRappa the Rapper (パラッパラッパー, parappa rappā) est un jeu de rythme développé par NanaOn-Sha et édité par Sony Computer Entertainment en 1996 sur PlayStation. Il a été adapté sur PSP en 2006, puis en 2017 sur PlayStation 4, dans une version remastérisée.

## Système de jeu etlevel design
Le jeu reprend le principe de la plupart des jeux de rythme : il faut appuyer en rythme sur les bonnes touches de la manette pour terminer le niveau. PaRappa the Rapper se démarque cependant des autres jeux musicaux habituels : ce ne sont pas des notes de musiques que le joueur produit, mais des mots qui s’enchaînent pour former un texte de rap. L'oreille nécessaire pour progresser dans le jeu est donc différente de celle des jeux de rythme habituels. Cette mécanique de jeu peut être déroutante au début et participe à la difficulté mais aussi à l'attrait du jeu.
Chacun des six niveaux mettent en scène un « maître » différent, avec pour chacun, son propre texte que le joueur devra suivre. Le jeu se découpe donc entre des phases d'écoute suivies de phases de reproduction en rythme. Chaque « maître » possède un style de mélodie, de tempo et de diction qui lui est propre. Ces caractéristiques peuvent aussi changer en cours de niveau.
Le dernier niveau, quant à lui, est une phase d'improvisation (freestyle).

## Aspect visuel et scénario
La totalité du jeu baigne dans une ambiance très colorée, enfantine, issue des travaux de l'illustrateur Rodney Greenblat.
Les personnages, ainsi que certains objets, sont représentés comme des plans 2D découpés comme sur du papier, néanmoins ils sont mouvants et « pliables ». Les protagonistes sont des animaux, des plantes ou des objets, tous représentés dans un style anthropomorphique.
L'histoire suit la progression de PaRappa, un petit chien, cherchant à conquérir le cœur de Sunny Funny, une petite fleur. Sa progression le mène face à différents personnages, tels qu'un oignon maître de karaté ou une poule cuisinière, qui le guident à travers des séquences de rap pour atteindre ses objectifs.

## Accueil
PaRappa the Rapper s'est vendu à 761 621 copies au Japon en 1997, en faisant donc le 7e jeu le plus vendu de cette année dans cette région.
En 2014, le journaliste Marcus évoque la qualité musicale des morceaux composés, quel que soit le style utilisé.
Au 29 mai 2020, la note Metacritic de PaRappa the Rapper est de 92/100 avec un score utilisateur de 7.6/10. Le jeu est également classé comme un titre incontournable par ce même site.

### Récompenses
- Interactive Achievement Awards • Game Design
- Interactive Achievement Awards • Sound Design
- IGDA Spotlight Awards • Innovative Game Design
- IGDA Spotlight Awards • Use of Audio
- IGDA Spotlight Awards • Game Soundtrack